# براندون لانغ
براندون لانغ (بالإنجليزية: Brandon Lang)‏ هو لاعب كرة قدم أمريكية أمريكي، ولد في 18 يونيو 1986 في أتلانتا في الولايات المتحدة.

## وصلات خارجية
- براندون لانغ على موقع مرجع كرة القدم المحترفة.كوم (الإنجليزية)